# Marc van Dijk
Marc van Dijk (Eindhoven, 6 oktober 1979) is een Nederlandse journalist, schrijver en beeldend kunstenaar. Hij schrijft vooral over filosofie voor Trouw en Filosofie Magazine. 

## Biografie
Hij studeerde Nederlands en journalistiek aan de Universiteit van Amsterdam en beeldende kunst aan de Gerrit Rietveld Academie in Amsterdam. 
In 2011 publiceerde Marc van Dijk 'Het achtste wereldwonder', een in vijf talen vertaalde toeristische gids over het Paleis op de Dam. In oktober 2013 verscheen zijn biografie van dichter en theoloog Huub Oosterhuis, 'De paus van Amsterdam' (uitgeverij Atlas Contact). In 2019 publiceerde hij 'Wij zijn de politiek. Het denken van Daan Roovers' (uitgeverij Ambo Anthos). Met kunstenaar Sander ter Steege maakt hij 'Becky Breinstein', een filosofische graphic novel-serie voor 10-plus. Het eerste deel verscheen in september 2019: 'De gifbeker van Socrates' (uitgeverij Ten Have). In 2021 verscheen 'Het wonder van betekenis' (uitgeverij Boom), verslag van een reis met Denker des Vaderlands Paul van Tongeren.
In november 2014 initieerde Marc van Dijk Paleis van Mieris, kunstenaarscollectief dat aanvankelijk werkte en exposeerde in een voormalig depot van het Rijksmuseum in Amsterdam en dat sindsdien op verschillende plaatsen actief is. Zijn beeldende werk is onder andere te zien geweest in de Oude Kerk, Museum De Domijnen en in Paleis van Mieris.